# Parque nacional Doi Suthep-Pui
El parque nacional de Doi Suthep-Pui  (en tailandés: อุทยานแห่งชาติดอยสุเทพ-ปุย) es un área protegida que se encuentra en la provincia de Chiang Mai, en el norte de Tailandia. Tiene una superficie de 261,06 kilómetros cuadrados y fue creado en 1981, como el 24.º parque del país.